# Héctor Pulido
Héctor Pulido Rodríguez (Michoacán, 20 de desembre de 1942 – 18 de febrer de 2022) va ser un futbolista mexicà.

## Selecció de Mèxic
Va formar part de l'equip mexicà a la Copa del Món de 1970. Fou jugador de Los Angeles Aztecs.
Un cop retirat fou entrenador a Cruz Azul.